# J-WALK スーパーコレクションBOX 1981〜1987
『J-WALK スーパーコレクションBOX 1981〜1987』（ジェイウォーク スーパーコレクションボックス 1981〜1987）は、J-WALK初のアルバム集BOXセット。1993年10月25日に徳間ジャパンコミュニケーションズ / BOURBON RECORDSより発売された。

## 解説
BOURBON RECORDS時代に発売したオリジナルとセルフカバーアルバムを収録したCD7枚組BOX。ベスト・アルバム「DISTANCE」と「GREATEST HITS」企画アルバム「RIDE ON」は未収録となっている。

## 収録アルバム

### DISC 1：1981・・・Jay-Walk
1981年6月1日リリース。詳細は「Jay-Walk」の項を参照。

### DISC 2：1982・・・Jay-Walk' [ dӕʃ ]
1982年2月1日リリース。詳細は「Jay-Walk'」の項を参照。

### DISC 3：1982・・・SENTIMENTAL ROAD
1982年12月15日リリース。詳細は「SENTIMENTAL ROAD」の項を参照。

### DISC 4：1985・・・EXIT
1985年6月25日リリース。詳細は「EXIT」の項を参照。

### DISC 5：1986・・・ÓVAL MIND
1986年8月25日リリース。詳細は「ÓVAL MIND」の項を参照。

### DISC 6：1987・・・終わりのない夏
1987年7月25日リリース。詳細は「終わりのない夏」の項を参照。

### DISC 7：1987・・・JUST BECAUSE
1987年12月21日リリース。詳細は「JUST BECAUSE」の項を参照。